# SuperBloom
『SuperBloom』（スーパーブルーム）は、TrySailの5枚目のオリジナル・アルバム。2023年7月19日にSACRA MUSICから発売された。
アルバムを引っさげてのライブ・イベントとして、2023年8月5日から10月1日にかけてTrySailの5回目の全国ツアーとなる『LAWSON presents TrySail Live Tour 2023 “SuperBloom”』が開催された。

## 制作・音楽性
1曲目「SuperBloom」は本アルバムの表題曲で、ミュージック・ビデオが制作された。宝石をテーマとして、様々な種類から輝くジュエリーが詰め込まれた宝石箱のようなものとなっている。
2曲目「はなれない距離」は14thシングルの表題曲で、テレビアニメ『阿波連さんははかれない』のオープニングテーマとして制作された。
5曲目「華麗ワンターン」は、3曲目「Follow You!」とともに15thシングルの表題曲で、テレビアニメ『異世界ワンターンキル姉さん 〜姉同伴の異世界生活はじめました〜』のオープニングテーマとして制作された。

## ミュージック・ビデオ
表題曲「SuperBloom」のミュージック・ビデオは、3人が「宝石の世界にたどり着く」といったおとぎ話のような設定となっており、宝石のようにキラキラと輝くTrySailの様子が映されている。

## 収録内容

### 収録曲
| #         | タイトル                                            | 作詞       | 作曲                 | 編曲                | 時間  |
| --------- | --------------------------------------------------- | ---------- | -------------------- | ------------------- | ----- |
| 1.        | 「SuperBloom」                                      | 平井佑果   | 福井シンリ           | 福井シンリ          | 4:07  |
| 2.        | 「はなれない距離」                                  | KHAi       | KHAi                 | 岸田勇気            | 3:43  |
| 3.        | 「Follow You!」                                     | 大森祥子   | 敬也                 | amazuti             | 3:40  |
| 4.        | 「ちゅるちゅわ」                                    | 徳丸凌     | 徳丸凌               | 江上浩太郎          | 2:54  |
| 5.        | 「華麗ワンターン」                                  | 徳丸凌     | 徳丸凌               | ArmySlick、川島章裕 | 4:23  |
| 6.        | 「Ah! La Vie En Rose!!! -ア!ラ・ビ・アン・ローズ-」 | 松井洋平   | 曽木琢磨             | 曽木琢磨            | 4:10  |
| 7.        | 「Mermaid」                                         | 大森祥子   | 敬也                 | amazuti             | 3:45  |
| 8.        | 「Lapis」                                           | 渡辺翔     | 渡辺翔               | 湯浅篤              | 4:00  |
| 9.        | 「遥かな航海」                                      | 金子麻友美 | 久下真音、金子麻友美 | 久下真音            | 4:22  |
| 10.       | 「Etoile」                                          | ハヤシケイ | amazuti              | amazuti             | 3:41  |
| 11.       | 「flower」                                          | NOBE       | 高橋修平             | 高橋修平            | 3:31  |
| 合計時間: | 合計時間:                                           | 合計時間:  | 合計時間:            | 合計時間:           | 42:16 |

### 特典映像
| #  | タイトル                            | 作詞 | 作曲・編曲 |
| -- | ----------------------------------- | ---- | ---------- |
| 1. | 「SuperBloom (Music Video)」        |      |            |
| 2. | 「SuperBloom (Music Video Making)」 |      |            |